# Rosa branca de Iorque

Rosa branca de Iorque

A Rosa Branca de Iorque (Rosa alba) em inglês: White Rose of York, é um símbolo da Casa de Iorque e tem sido adotada como símbolo de Yorkshire.